# Ignazio Fabra
Ignazio Fabra   (Palerm, 25 d'abril de 1930 - Gènova, 13 d'abril de 2008) fou un lluitador italià, que combinà la lluita grecoromana amb l'estil lliure, que va competir durant les dècades de 1950 i 1960. Era sord de naixement.
Durant la seva carrera esportiva va prendre part en quatre edicions dels Jocs Olímpics d'Estiu, el 1952, 1956, 1960 i 1964. Als Jocs de Hèlsinki de 1952 i Melbourne de 1956 guanyà la medalla de plata en la prova del pes mosca del programa de lluita grecoromana. El 1960, a Roma, i el 1964, a Tòquio, fou quart i cinquè respectivament en la mateixa prova.
En el seu palmarès també destaquen tres medalles al Campionat del món de lluita, d'or el 1955 i de plata el 1962 i 1963, i dues medalles als Jocs del Mediterrani, d'or el 1951 i de plata el 1963. A nivell nacional guanyà deu campionats italians, set en grecoromana i tres en estil lliure, entre 1950 i 1963.
Es va retirar a finals de la dècada de 1960, passant a exercir d'entrenador de lluita. Va dirigir l'equip nacional de lluita als Jocs Mundials de Sords de 1969 i va preparar el medallista olímpic de 1972 Giuseppe Bognanni.
Pels seus èxits va rebre la medalla d'Or del Comitè Olímpic Italià.